# Апаратне забезпечення

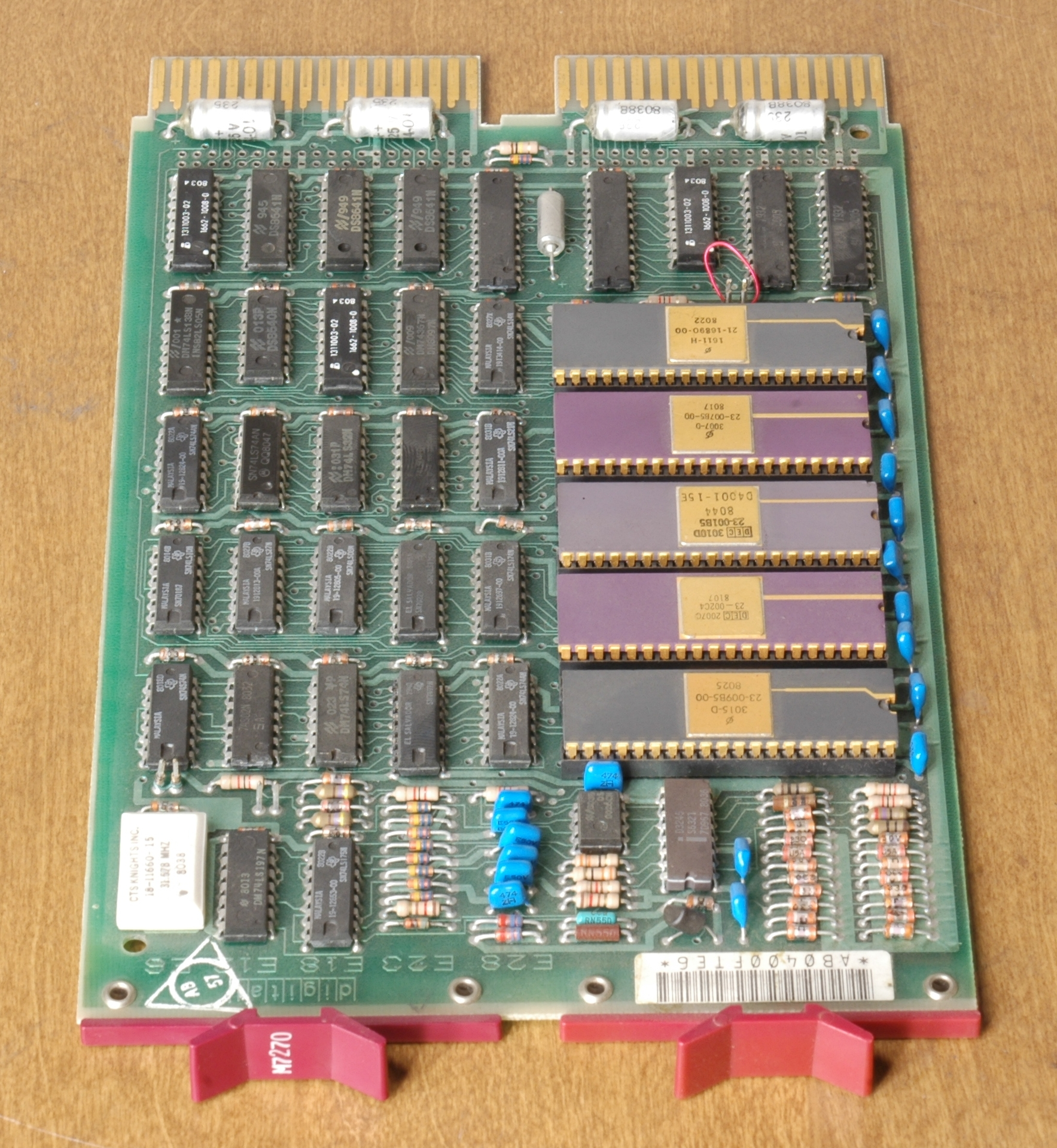
Плата центрального процесора комп'ютера DEC PDP-11.

Апара́тне забезпе́чення (англ. hardware) — електронні і механічні частини обчислювального пристрою, що входять до складу системи чи мережі (програмне забезпечення і дані, які обробляє система, не є апаратним забезпеченням). До апаратного забезпечення належать: електронні схеми (арифметичні, логічні, цифрові і аналогові), реалізовані у вигляді різних електронних пристроїв і приладів, пристрої вводу-виводу, схеми і компоненти живлення (батареї, перетворювачі напруг і струмів), діагностична і тестувальна апаратура, пасивні компоненти (шасі, корпуси, стійки, комп'ютерні роз'єми і інше).

## Типи комп'ютерних систем

### Персональні комп'ютери

Устаткування сучасного персонального комп'ютера
1. Монітор
2. Материнська плата
3. CPU
4. Оперативна пам'ять
5. Плати розширення
6. Блок живлення
7. Оптичний накопичувач
8. Жорсткий диск
9. Клавіатура
10. Миша

Основні компоненти сучасного персонального комп'ютера: монітор, системна плата з процесором, оперативна пам'ять, дві карти розширення, блок живлення, оптичний привід, твердий диск, клавіатура і миша.

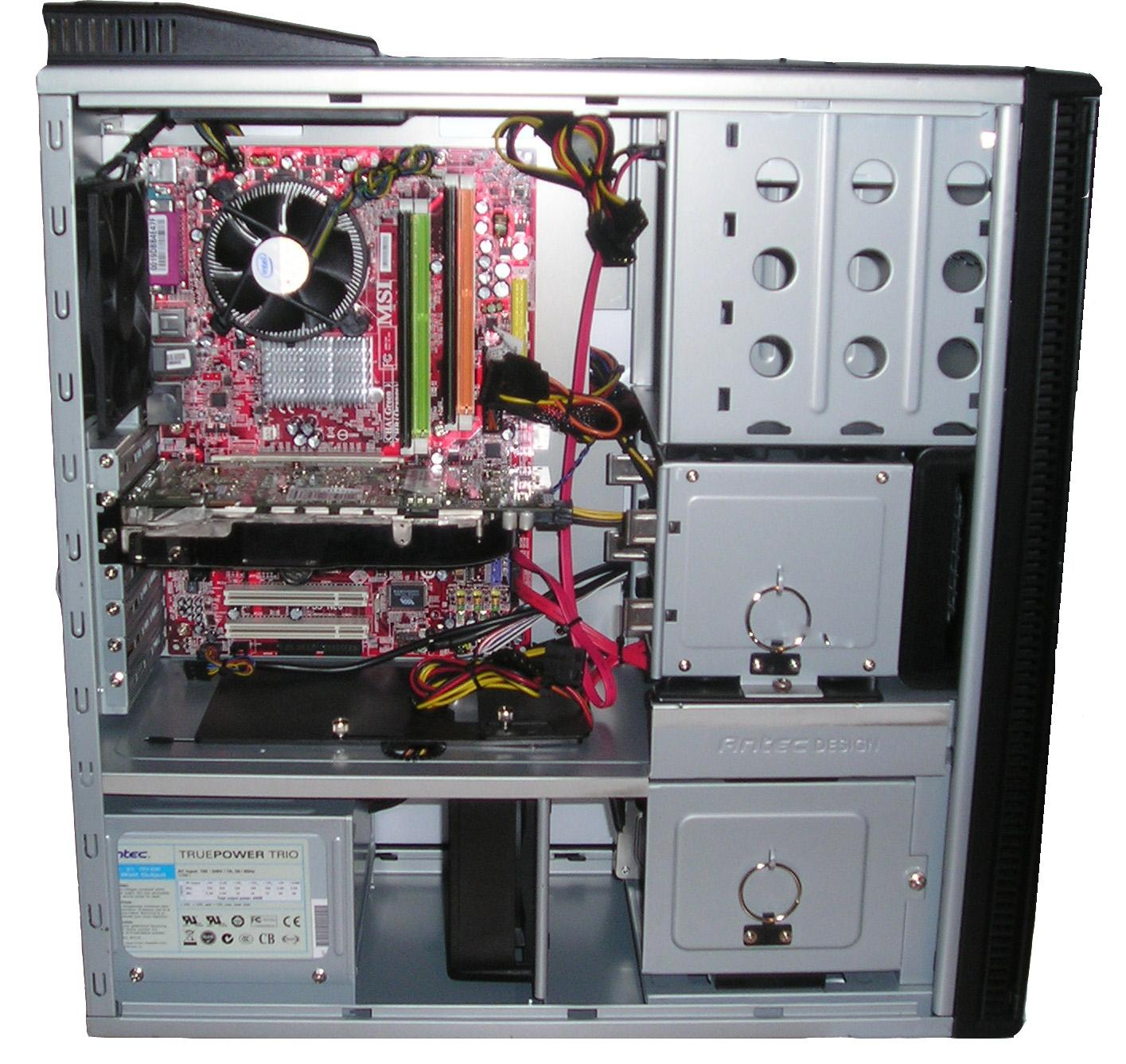
Вигляд зсередини, комп'ютера, зібраного з компонентів. Блок живлення знаходиться внизу і має власний вентилятор.

Персональний комп'ютер (ПК, англ. personal computer, PC) є одним з найбільш використовуваних типів комп'ютера через його універсальність і низьку ціну. Ноутбуки є концептуально схожими, але можуть використовувати спеціальні компоненти для зменшення споживаної потужності.

#### Корпус і блок живлення
Комп'ютерний корпус вміщує більшість компонентів системи і забезпечує їх механічну фіксацію і захист від можливих пошкоджень при перенесенні, як і захист від електростатичних розрядів. Також дизайн корпуса впливає на рух повітряних потоків всередині нього (що важливо у випадку сильного нагрівання компонентів) і на екранування електромагнітного випромінення, генерованого електричними схемами. У великих корпусах типу «башта» зазвичай є достатньо простору для кількох додаткових твердих дисків і іншої периферії. Один з напрямків сучасного[коли?] дизайну ноутбуків — від'єднувана клавіатура, що за наявності сенсорного екрану дозволяє легко перетворити комп'ютер на планшетний комп'ютер.
Ентузіасти часто змінюють корпуси під власні потреби чи естетичні смаки (case modding).
Майже завжди корпус настільного комп'ютера містить також блок живлення — пристрій для перетворення змінного струму мережі на набір напруг, необхідних для живлення схем комп'ютера. Ноутбуки можуть працювати від вбудованих акумуляторів, а блок живлення в них як правило виконує роль зарядного пристрою.

#### Системна плата
Системна плата — важлива частина комп'ютера, що зв'язує в єдине ціле його основні електронні компоненти (центральний процесор, оперативну і постійну пам'ять, інтерфейси пристроїв вводу-виводу, що під'єднуються до портів.
У одному з перших «персональних» комп'ютерів MITS Altair 8800 центральна плата була повністю пасивною і являла собою кілька роз'ємів (слотів), з'єднаних паралельно (даний підхід пізніше трансформувався у промислову шину S-100, затверджену IEEE). У Altair 8800 центральний процесор розміщувався на окремій платі, що вставлялася у один зі слотів, так само як і контролери пристроїв вводу-виводу.
Сучасні системні плати можуть містити наступні компоненти:
- Центральний процесор, що здійснює більшість обчислень, потрібних для виконання комп'ютерних програм. Через виділення процесором тепла він зазвичай охолоджується за допомогою радіатора з додатковим вентилятором або без; існують і системи рідинного охолодження. Починаючи з середини 2010-х років більшість процесорів містять також вбудований графічний співпроцесор. Тактова частота процесора визначає, як швидко він виконує інструкції, і вимірюється як правило у мегагерцах або гігагерцах. Багато[які?] сучасних процесорів мають можливість понаднормового збільшення частоти («розгін», «оверклокінг»), при цьому відповідно збільшується його тепловиділення.
- Набір мікросхем підтримки, або чипсет (англ. chipset), що як правило включає так званий північний міст і опційно південний міст. Головні функції чипсета: організація інтерфейсу між процесором, оперативною пам'яттю, шинами розширення і вбудованими пристроями вводу-виводу.
- Оперативна пам'ять (RAM), де зберігаються код і дані програм, які виконує процесор. Модулі оперативної пам'яті як правило виготовляються за стандартом DIMM; починаючи приблизно з 2015 року типовими об'ємами модулів DIMM є 2, 4 або 8 гігабайт.
- Мікросхеми постійної пам'яті (ROM), де зберігається firmware або базова система вводу-виводу — спеціальна програма, що починає виконуватися, коли на комп'ютер подається живлення або він перезапускається. Процес початкового «розкручування» системи називається bootstrapping[en].
- Шини розширення зі з'єднувачами або слотами, до яких під'єднуються плати, що реалізують додаткову функціональність.
- Гальванічний елемент для живлення напівпостійної пам'яті BIOS.
- Мікросхеми відеоконтролера, у випадку, коли системна плата має відеовихід для під'єднання монітора.
- Інші контролери і інтерфейси вводу-виводу.

#### Карти розширення
Карта розширення (від англ. card), або плата розширення — друкована плата зі стандартизованим роз'ємом, що може бути вставлена у слот на системній платі з метою розширення функціональності комп'ютера. Наприклад, якщо системна плата не містить вбудованого аудіоконтролера, але має слот розширення, проблему можна вирішити додаванням у слот звукової плати.

#### Пристрої збереження інформації, накопичувачі
Жорсткий диск — пристрій збереження інформації довільного доступу, заснований на принципі магнітного запису. Твердотільний накопичувач (SSD) — комп'ютерний енергонезалежний запам'ятовуючий пристрій, на основі мікросхем пам'яті; альтернатива жорсткому диску.
Оптичний накопичувач — електричний пристрій для зчитування і (залежно від конструкції) запису інформації з оптичних носіїв (наприклад, CD-ROM або DVD-ROM).

## Комп'ютерна техніка
Комп'ютерна техніка — пристрої та системи пристроїв, що є компонентами комп'ютера, а також самі комп'ютери та обладнання, яке працює спільно з комп'ютерами (периферійні пристрої) і забезпечує деяку додаткову функціональність (друк або сканування документів, доступ до мережі, захист від збоїв живлення тощо).

### Види комп'ютерної техніки
- Комп'ютери (суперкомп'ютери, мейнфрейми, кластери, сервери, робочі станції, персональні комп'ютери, ноутбуки, КПК і т. ін.);
- Комп'ютерна периферія (термінали, принтери, сканери, плотери, джерела безперебійного живлення) тощо;
- Мережеве обладнання (маршрутизатори, комутатори, модеми та інше).
- Мікропроцесорні системи (мікроконтролери, ПЛК тощо)